# بلو بيتر
بلو بيتر (بالإنجليزية: Blue Peter)‏ هو برنامج تلفزيوني تم إنتاجه في المملكة المتحدة. بدأ عرضه في سنة 1958. بلغ عدد حلقاته 4956 حلقة، وتبلغ مدة الحلقة الواحدة 15 دقيقة. البرنامج من تأليف جون هنتر بلير ، تم بث البرنامج لأول مرة بتاريخ 16 أكتوبر 1958 يتم بثه حاليا بشكل مباشر على قناة «سي بي بي سي». يعتبر جزءا كبير من الثقافة البريطانية، وهو أطول برنامج تلفزيوني للأطفال مستمر عرضه في العالم.

## وصلات خارجية
- بلو بيتر على موقع IMDb (الإنجليزية)
- بلو بيتر على موقع ميتاكريتيك (الإنجليزية)
- بلو بيتر على موقع قاعدة بيانات الفيلم (الإنجليزية)